# SummerSlam (1996)
SummerSlam (1996) — щорічне pay-per-view шоу «SummerSlam», що проводиться федерацією реслінгу WWE. Шоу відбулося 18 серпня 1996 року в Квікен-Лонс-арена у Клівленді (США). Це було 9 шоу в історії «SummerSlam». Під час шоу відбулося сім матчів та ще один перед показом.